# Журба Микола Григорович
Микола Григорович Журба (нар. 1949, місто Житомир Житомирської області — ?) — український радянський партійний і державний діяч, 1-й секретар Житомирського міського комітету КПУ.

## Життєпис
Закінчив Житомирську середню школу № 23. Працював і вчився на вечірньому відділенні загальнотехнічного факультету Київського політехнічного інституту в Житомирі. Потім перевівся на стаціонарне відділення Харківського інженерно-будівельного інституту.
У 1973 році закінчив Харківський інженерно-будівельний інститут, інженер-механік.
У 1973—1977 роках — головний механік, директор Воргінського склозаводу Смоленської області.
Член КПРС.
У 1977—1979 роках — головний механік Житомирського заводу силікатних виробів; головний інженер, директор Житомирського міжобласного склотарного заводу. У 1979—1988 роках — директор Житомирського експериментального заводу лабораторного скла.
У листопаді 1988 — січні 1990 року — 1-й секретар Корольовського районного комітету КПУ міста Житомира.
У січні — 27 жовтня 1990 року — 1-й секретар Житомирського міського комітету КПУ.